# Роберт Вангіла
Роберт Вангіла (англ. Robert Napunyi Wangila; 3 вересня 1967, Найробі, Кенія — 24 липня 1994, Лас Вегас, Невада, США) — кенійський боксер, олімпійський чемпіон 1988 року.

## Аматорська кар'єра
Олімпійські ігри 1988 
- 1/16 фіналу. Переміг Дорде Петроньєвіча (Югославія) — RSC
- 1/8 фіналу. Переміг Хаїдана Гантулга (Монголія) — TKO
- 1/4 фіналу. Переміг Христо Хурнігова (Болгарія) — 5-0
- 1/2 фіналу. Переміг Яна Дідака (Польща) — відмова
- Фінал. Переміг Лорана Будуані (Франція) — KO

## Професійна кар'єра
Після успіху в любителях, Вангіла вирішив переїхати в США і перейти у професіонали. Разом з ним переїхав і його персональний тренер Кен Адамс.
Кенієць виграв стартові дванадцять поєдинків, однак згодом зазнав поразки нокаутом від Еріка Ернандеса. Після цього кар'єра боксера пішла дещо на спад. Він став досить часто програвати. Так, після одного з невдалих поєдинків, Вангіла вирішив завершити кар'єру. Але потім продовжив виступи.

## Смерть
22 липня 1994 року відбувся рейтинговий бій між Вангілою та американцем Девідом Гонсалесом. Протягом усього бою Гонсалес домінував, наносячи більшу кількість точних та сильних ударів. Рефері Джо Кортес вирішив зупинити бій у дев'ятому раунді, зафіксувавши технічний нокаут на користь американця. Вангіла не почував себе погано і навіть протестував проти цього рішення. Однак у роздягальні стан боксера помітно погіршився. Венгіла впав у кому, і був доставлений в одну із лікарень Лас Вегаса, де і помер через 36 годин у зв'язку з крововиливом у мозок. Тіло боксера доставили в Кенію, де він і був похований за ісламськими канонами.